# Походск
Походск — село в Нижнеколымском улусе Якутии, центр муниципального образования Походский наслег.

## География
Располагается в низовьях реки Колымы, на левом берегу Походской протоки, в месте, где в неё впадает речка (виска, на местом говоре) Походская, в 40 км северо-западнее Черского.

## История
Русские переселенцы появились в низовьях реки Колымы в XVII веке, Иван Ерастов и Дмитрий Михайлов (Зырян Ярило) прошли с Индигирки на Алазею морем, а в 1641 году Михаил Стадухин достиг морем Колымы. В 1643 году Стадухин уже поставил зимовье на Колыме — Среднеколымский острог и не позднее лета 1647 года Нижнеколымский, рядом с ним основывают село Походск.
Название селу дали, по-видимому, от слова «поход», так как отсюда казаки отправлялись в походы и на запад, и на восток для встреч с воинственными чукчами.
От названия села произошла субэтническая группа русских, которая называется походчане.
В 1897 году в селе были построены 15 домов.
В июне 1923 года после поражения белого генерала А.Н.Пепеляева на Дальнем Востоке, его бывший подчинённый штабс-ротмистр Николаев отправился в Походск.
В начале марта 1924 года в селе насчитывалось около 500 сибирских казаков и 10 офицеров.
Когда красные начали штурм на село Походск, Казачество из 400 бойцов сдалось. 12 марта штабс-ротмистр Николаев сбежал из села под прикрытием отряда особого назначения.
14 марта отряд особого назначения сдался красным. 15 марта Николаев обратился в бегство и вскоре был пленён 16 марта.
Н. Вагнер, автор книги «Человек бежит по снегу», в 1929 году описал Походск: 

Особое место — темный и веселый Походск. Особый уклад, особая явь его, все особое. От служилых людей хранит Походск крепкий обычай, напевный говорок, старинную речь, хлебосольство, безобидный разгул веселья, суеверья, иконопись лица, доверчивость, ленивость в движении… Прощай, поднебесная Походия, закуржавелая, цветастая жизнь! До повидания, до повидания!.
Походск два раза объявляли неперспективным, однако жители либо не желали покидать село, либо возвращались на эти места.
В 1991 году в селе был создан совхоз «Походский».

## Население
| 2001 | 2002 | 2008 | 2010 | 2021 |
| ---- | ---- | ---- | ---- | ---- |
| 270  | ↗271 | ↗300 | ↘245 | ↘197 |